# Ribeira da Apelação
A Ribeira da Apelação é uma ribeira portuguesa que nasce na Freguesia da Apelação (freguesia que atualmente faz parte da União de Freguesias de Camarate, Unhos e Apelação), no concelho de Loures. 
Esta ribeira começa junto às Quintas da Fonte e dos Fardos, na Apelação, e atravessa todo o vale da Apelação, passando pelo Catujal, na Freguesia de Unhos, e vai desaguar ao Rio Trancão, já na Freguesia de Sacavém.